# Roger Louis Schütz-Marsauche

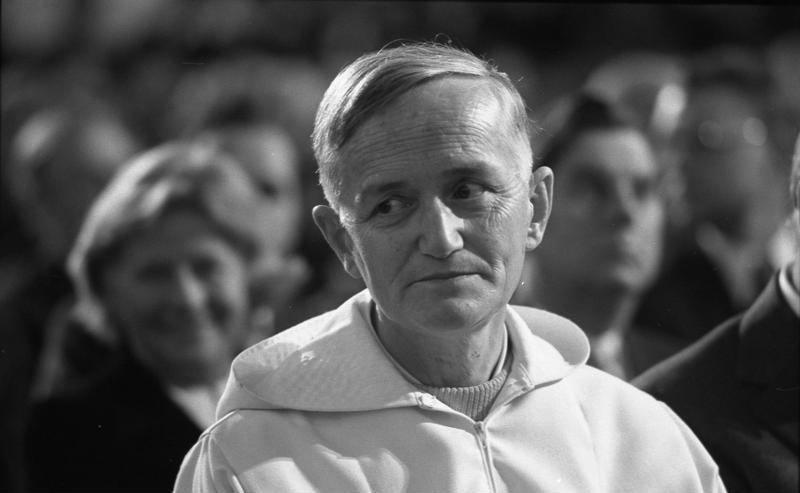
Brat Roger, Frankfurt 1974

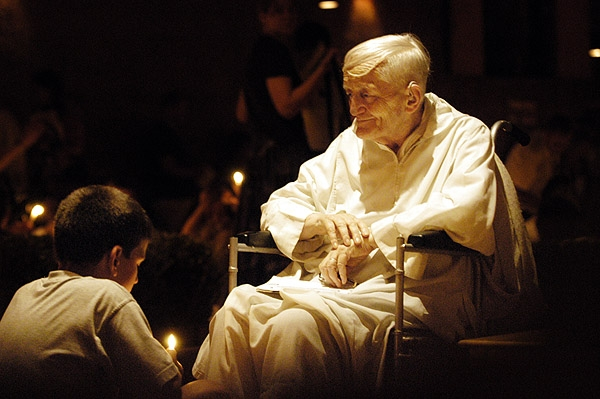
Brat Roger w Taizé, 2003

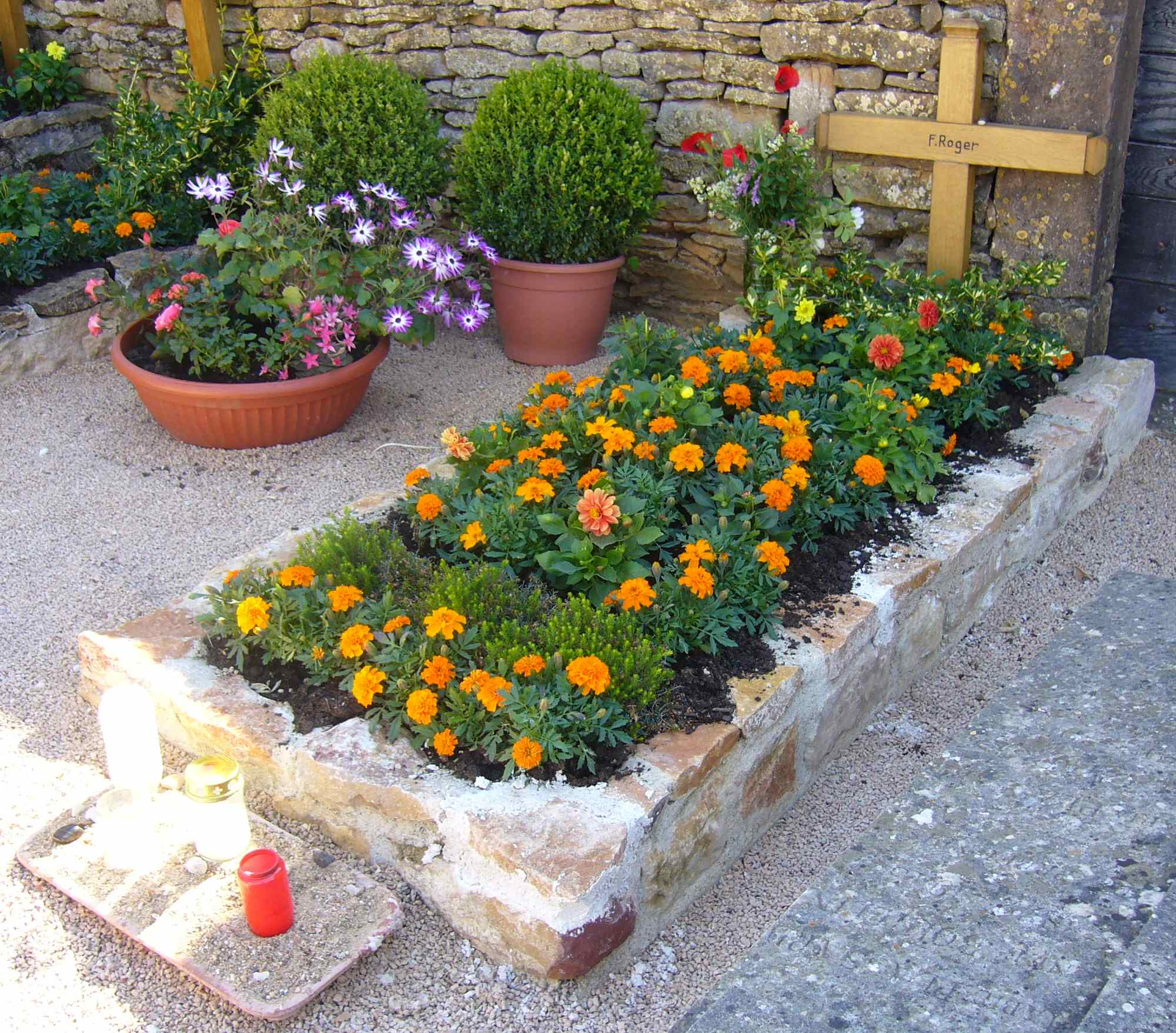
Miejsce pochówku brata Rogera, cmentarz w Taizé 2006

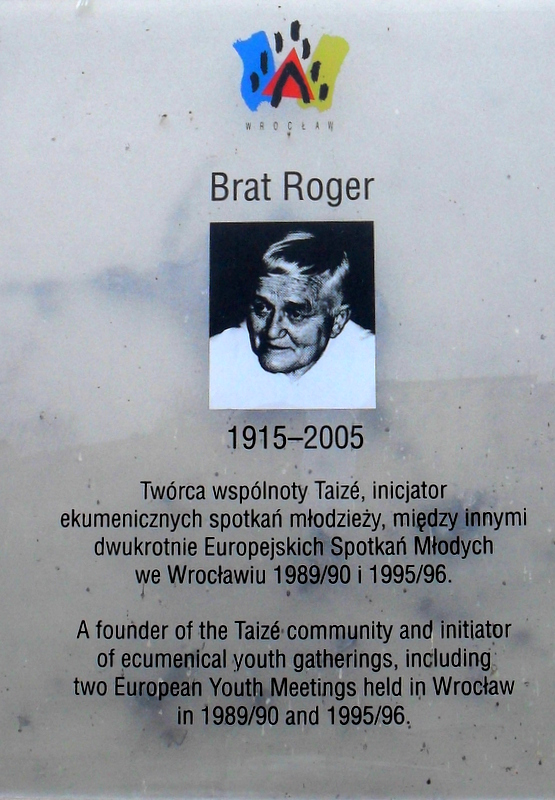
Tablica upamiętniająca Brata Rogera na kościele NMP na Piasku we Wrocławiu

Brat Roger Schütz, właśc. Roger Louis Schütz-Marsauche (ur. 12 maja 1915 w Provence, zm. 16 sierpnia 2005 w Taizé) – szwajcarski duchowny ewangelicki, założyciel wspólnoty z Taizé.

## Życiorys

### Młodość
Roger Schütz urodził się jako dziewiąte dziecko Charlesa i Amélie z domu Marsauche. Miał starszego brata i siedem sióstr. Oboje rodzice byli wyznania ewangelicko-reformowanego. Ojciec (Szwajcar) pracował jako pastor, matka (Francuzka) zajmowała się domem. W młodości Roger przez kilka lat chorował na gruźlicę.

### Studia
W latach 1936–1940 studiował teologię w Lozannie i w Strasburgu. W 1939 został prezesem Chrześcijańskiego Stowarzyszenia Studentów w Lozannie. Z jego inicjatywy powstała tzw. Wielka Wspólnota, w ramach której organizowano rekolekcje oraz dyskusje teologiczne.

### Pierwszy pobyt we Francji (II wojna światowa)
Po klęsce Francji zdecydował się wyjechać do tego kraju, aby pomagać ofiarom wojny. W sierpniu 1940 roku zamieszkał w wiosce Taizé we francuskiej Burgundii, leżącej o kilka kilometrów od linii demarkacyjnej dzielącej Francję. W zakupionym domu udzielał schronienia uchodźcom politycznym i Żydom, którym groziła śmierć z rąk hitlerowców. Współpracował z księżmi i pastorami zaangażowanym w ruch oporu. Poznał w tym czasie pioniera francuskiego ekumenizmu ks. Paula Couturiera. W 1941 przygotował pierwszą broszurę, w której starał się naszkicować ideał życia wspólnego, zatytułowaną Communaute de Cluny - Notes explicátives (Uwagi wyjaśniające). W listopadzie 1942 zagrożony aresztowaniem pozostał w Genewie. 

### Początki wspólnoty (Genewa)
Po opuszczeniu Taizé zamieszkał w Genewie w mieszkaniu swoich rodziców. Lektura Uwag wyjaśniających zainspirowała dwóch studentów Maxa Thuriana i Pierre Souvairana do przyłączenia się do Rogera w jego poszukiwaniach. Wkrótce dołączył do nich Daniel de Montmollin. Razem zamieszkali w genewskim mieszkaniu, rozpoczynając wspólną pracę i modlitwę, którą przygotowywali w pobliskiej katedrze. W 1943 Roger napisał pracę dyplomową Ideał monastyczny sprzed świętego Benedykta i jego zgodność z Ewangelią, kończąc formalnie edukację uniwersytecką, a w 1944 opublikował pracę Introduction á la vie communautaire (Wprowadzenie do życia wspólnotowego), w której kontynuował poszukiwania właściwej formuły dla Wspólnoty. 16 lipca 1944 został ordynowany na pastora w Neuchâtel.

### Powrót do Taizé
Jesienią 1944 przyjechał ponownie razem z towarzyszami do Taizé. Włączył się w pomoc jeńcom niemieckim przebywającym w pobliskich obozach. Z pomocą siostry Genevieve przygarnął razem z przyjaciółmi grupę sierot wojennych. Od 1948 uzyskał zgodę na korzystanie z katolickiego, opuszczonego kościółka romańskiego w Taizé. W Niedzielę Wielkanocną 1949 złożył razem z sześcioma braćmi śluby wieczyste, które dotyczyły celibatu, wspólnoty posiadanych dóbr oraz uznania posługi przeora. Równocześnie został pierwszym przeorem Wspólnoty.

### Lata 50. i 60.
Aktywnie włączył się w poszukiwania ekumeniczne, równocześnie poszukując najlepszej możliwej formuły dla życia Wspólnoty. Zimą 1952/1953 przygotował Regułę Taizé, później wielokrotnie zmienianą. Nawiązał bliski kontakt z arcybiskupem Lyonu, kardynałem Gerlier, dzięki któremu poznał Jana XXIII. Razem z bratem Maxem Thurianem został zaproszony jako obserwator na obrady Soboru Watykańskiego II. Poznał wówczas bliżej wielu biskupów latynoamerykańskich, w tym Dom Heldera Camarę, pod wpływem czego zainicjował Operację „Nadzieja”, mającą na celu pomoc materialną dla inicjatyw dla ludzi najbiedniejszych. W tym samym czasie zaprzyjaźnił się także z Patriarchą Konstantynopola Atenagorasem oraz sekretarzem generalnym Światowej Rady Kościołów Eugenenem Carson Blake'em.

### Lata 70. i 80.
W 1970 ogłosił w Taizé tzw. Sobór Młodych, otwarty po przygotowaniach w 1974, zgromadził na trzydniowym spotkaniu wiele tysięcy młodych z całego świata. Od drugiej połowy lat 70. razem z braćmi wiele podróżował, odwiedzając i żyjąc przez dłuższe okresy czasu w ubogich częściach świata, m.in. w Kalkucie, gdzie poznał Matkę Teresę, w Chile, w Hongkongu, w Republice Południowej Afryki i na Haiti. Podróżował także do krajów Europy Wschodniej, m.in. do Polski, którą pierwszy raz odwiedził w 1973. Na zaproszenie bp Herberta Bednorza uczestniczył kilkakrotnie w Pielgrzymce Ludzi Pracy do Piekar Śląskich. Zaprzyjaźnił się ze środowiskiem Tygodnika Powszechnego, m.in. Anną i Jerzym Turowiczami. Otrzymał doktorat honoris causa Akademii Teologii Katolickiej w Warszawie w 1986.
W 1978 r. zainicjował coroczne Europejskie Spotkania Młodych, odbywające się do dzisiaj na przełomie starego i nowego roku w różnych miastach całej Europy. Z okazji każdego ze spotkań przygotowywał list do uczestników. Opublikował również kilka tomów dzienników.

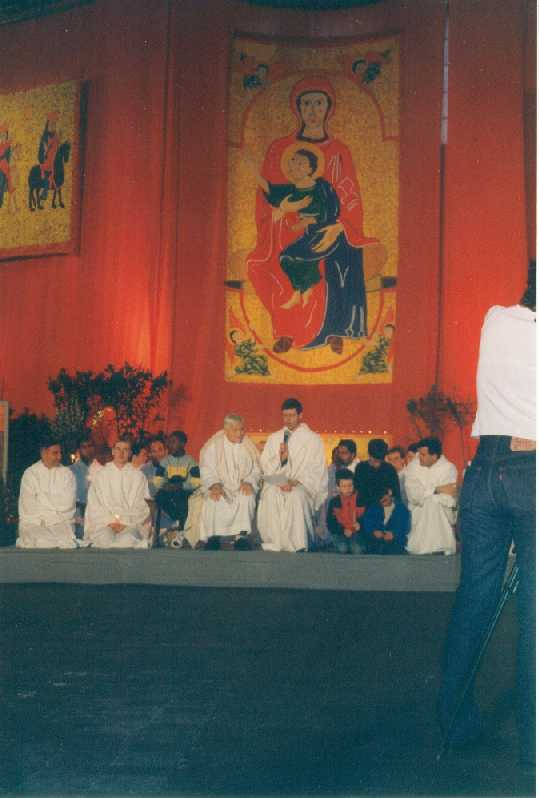
Brat Roger otoczony dziećmi w czasie modlitwy podczas Europejskiego Spotkania Młodych w Barcelonie

### Lata 90. i początek XXI wieku
W tym okresie stopniowo ograniczał aktywność z uwagi na wiek i stan zdrowia. Uczestniczył w synodzie poświęconemu życiu konsekrowanemu (1992), był gościem Synodu dla Biskupów Europy (1999) W dalszym ciągu przygotowywał listy dla uczestników spotkań młodych, uczestniczył w codziennym życiu Taizé, gdzie po wieczornej modlitwie pozostawał w kościele, aby rozmawiać z pielgrzymami.

### Śmierć
Roger Louis Schütz-Marsauche  zginął 16 sierpnia 2005 w Taizé w wyniku morderstwa. Do ataku doszło podczas wieczornych modlitw w siedzibie wspólnoty. Sprawczynią była 36-letnia Rumunka. Zaatakowała ona nożem brata Rogera, który zmarł kilkanaście minut później. Sprawczyni została natychmiast obezwładniona i przekazana policji. Zamach zszokował całą Francję i świat chrześcijański. Sprawczyni zamachu została uznana za niepoczytalną i została umieszczona w specjalistycznym ośrodku psychiatrycznym w Dijon. Motywy jej ataku nie są znane, podczas procesu wielokrotnie zmieniała zeznania, mówiąc m.in., że próbowała ocalić współzałożyciela wspólnoty przed spiskiem masońskim, że zabiła go w zemście za skandale pedofilskie w kościołach chrześcijańskich, a także, że za zamachem nie stała ona lecz Irlandzka Armia Republikańska.

## Konwersja?
W 2006 francuski historyk Yves Chiron opublikował artykuł, w którym stwierdził, że brat Roger na początku lat 70. przeszedł na katolicyzm. Wspólnota Taizé zaprzeczyła jednak stanowczo takim pogłoskom. Sam brat Roger w 1980, podczas jednego z europejskich spotkań młodych w Rzymie, stwierdził publicznie w obecności Jana Pawła II: „Znalazłem moją chrześcijańską tożsamość jednając w sobie samym wiarę mego pochodzenia z tajemnicą wiary katolickiej, nie zrywając z nikim komunii". 

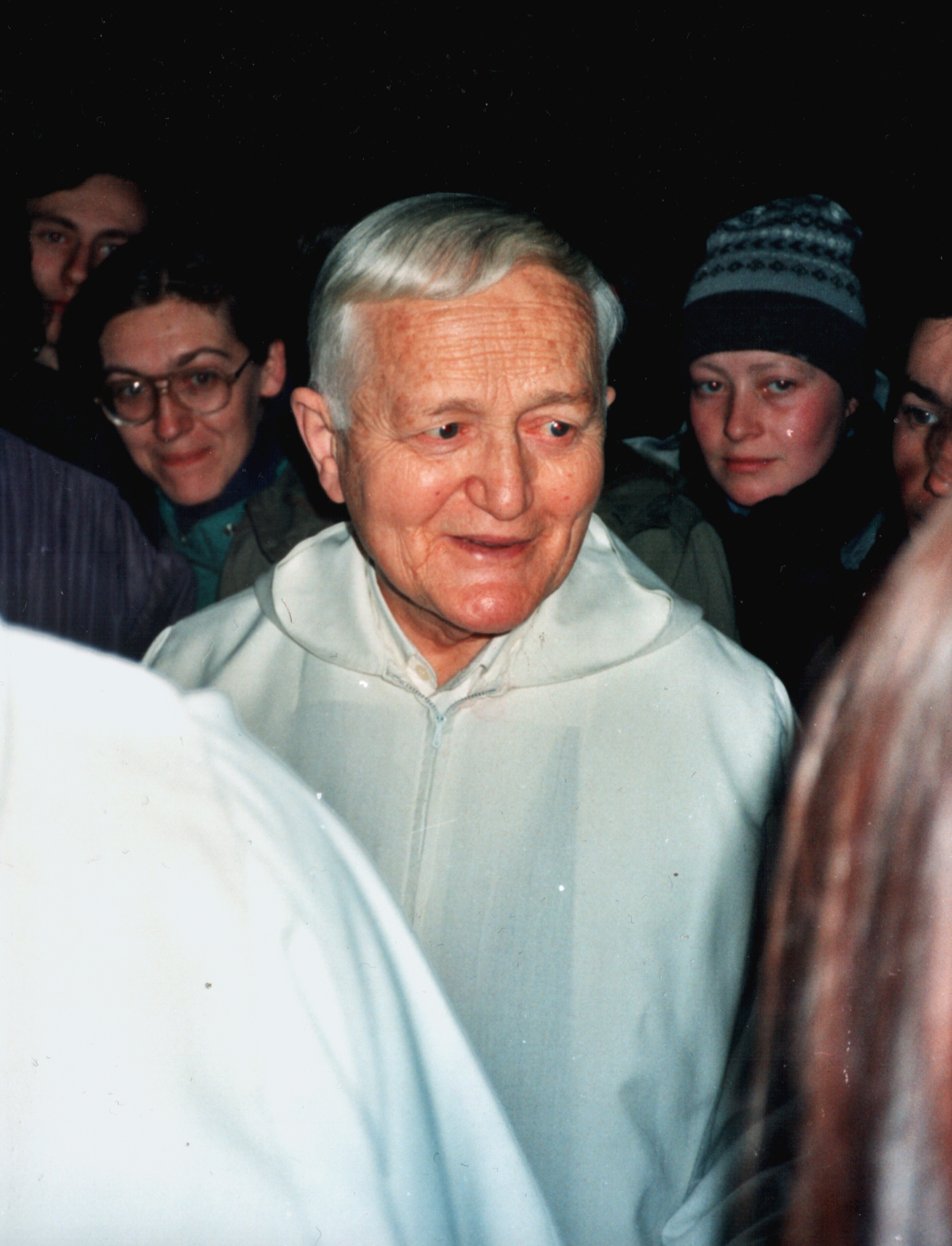
Brat Roger szerzył ideę ekumenizmu zapraszając młodych z różnych wyznań chrześcijańskich na noworoczne Europejskie Spotkania Młodych. Budapeszt, 1991/1992

## Wizja jedności Kościoła
Brat Roger nie miał ambicji formułowania spójnego programu teologicznego lub duszpasterskiego. Unikał też rozważań teoretycznych. Niewątpliwie jednak w centrum jego życia znajdowała się kwestia odnowy życia chrześcijańskiego oraz dążenie do jedności chrześcijan. Mocno podkreślał wagę modlitwy, zdając sobie równocześnie sprawę z wyzwań współczesnego świata, w szczególności sekularyzmu i postępującego zubożenia ekonomicznego i duchowego. Podjęcie tych wyzwań uważał za oczywiste zadanie chrześcijan. Unikał formułowania nakazów i zakazów, starając się stworzyć przestrzeń przyjeżdżającym do Taizé dla poszukiwań w wolności. Charakterystyczne dla jego języka były takie słowa jak "prostota", "zaufanie", "życie w Komunii", "solidarność". W poszukiwaniach ekumenicznych starał się wskazywać na wspólne elementy wiary różnych wyznań chrześcijańskich, pozwalające na wspólną modlitwę oraz możliwość współpracy ekumenicznej w życiu społecznym. Chociaż pozostał protestantem (ewangelikiem reformowanym), akcentował istotność posługi papieża jako "powszechnego pasterza jedności" oraz rolę Marii, matki Jezusa w wyznawaniu wiary.

## Publikacje
- Communauté de Cluny – Notes explicatives (Uwagi wyjaśniające), 1941
- L’idéal monacal jusqu’à saint Benoît et sa conformité avec L’Evangile (Ideał monastyczny sprzed świętego Benedykta i jego zgodność z Ewangelią), 1943
- Introduction à la vie communautaire (Wprowadzenie do życia wspólnotowego), 1944
- La Règle de Taizé (Reguła Taizé), 1952
- Vivre l’aujourd’hui de Dieu (Żyć Bożym dzisiaj), (fragmenty po polsku w: Jego miłość jest ogniem, Katowice 1990), 1958
- L’unité, espérance de vie (Jedność, nadzieją życia), (fragmenty po polsku w: Jego miłość jest ogniem, Katowice 1990), 1962
- Dynamique du provisoire (Dynamika tymczasowości), (fragmenty po polsku w: Jego miłość jest ogniem, Katowice 1990), 1965
- Unanimité dans le pluralisme (Jednomyślność w pluralizmie), 1966
- Violence des pacifiques (Walka ludzi pokoju), (wyd. polskie Paryż 1974), 1968
- Journal: Ta fête soit sans fin 1967-70 (Niech twoje święto trwa bez końca – I tom dzienników ), dziennik luty 1969 – maj 1970 (wyd. polskie Warszawa 1982), 1971
- Journal: Lutte et contemplation 1970-72 (Walka i kontemplacja – II tom dzienników), dziennik maj 1970 – kwiecień 1972 (wyd. polskie w: Niech twoje święto trwa bez końca, Warszawa 1982), 1973
- Journal: Vivre l’inespéré 1972-74 (Przeżywać nieoczekiwane – III tom dzienników), dziennik maj 1972 – wrzesień 1974 (wyd. polskie w: Niech twoje święto trwa bez końca, Warszawa 1982), 1976
- Journal: Etonnement d’un amour 1974-76 (Zadziwienie miłością – IV tom dzienników), dziennik wrzesień 1974 – grudzień 1976 (fragmenty po polsku w: Jego miłość jest ogniem, Katowice 1990), 1979
- Journal: Fleurissent les déserts du coeur 1977-79 (Niech zakwitną pustynie serca – V tom dzienników), dziennik 1977 – 1979 (fragmenty po polsku w: Jego miłość jest ogniem, Katowice 1990), 1982
- Journal: Passion d’une attente 1979-81 (Pasja oczekiwania – VI tom dzienników), dziennik 1979 – 1981 (fragmenty po polsku w: Jego miłość jest ogniem, Katowice 1990), 1985
- Les sources de Taizé (wyd. polskie Miłość ponad wszelką miłość, Źródła Wspólnoty z Taizé, Poznań 1991, następnie Źródła Taizé: Bóg chce naszego szczęścia, Poznań 2001), 1980, 2001
- Son amour est un feu (wydanie polskie Jego miłość jest ogniem, Katowice 1990), 1988
- En tout la paix du coeur (wyd. polskie Zachować we wszystkim pokój serca Warszawa 1995, następnie Pokój serca Warszawa 2009), 1995
- Dieu ne peut qu’aimer (wyd. polskie Bóg może tylko kochać, Warszawa 2005), 2001
- Pressens-tu un bonheur? (wyd. polskie Czy widzisz przed sobą szczęście?, Warszawa 2006), 2005

### Publikacje zMatką Teresą z Kalkuty
- Le Chemin de Croix (wyd. polskie Droga Krzyżowa, Warszawa 1986), 1986
- Marie, mère de réconciliations (wyd. polskie Maryja Matka Pojednania, Katowice 1988), 1987
- La Prière, fraîcheur d’une source (wyd. polskie Modlitwa. Źródło współczującej miłości Kraków 1994, Poznań 2009), 1992

### Listy
- List do Ludu Bożego. List napisany wspólnie z młodzieżą na otwarcie Soboru Młodych w 1974 roku. (w: Gość Niedzielny 46/1974)
- Żyć tym co niespodziewane. List napisany na otwarcie Soboru Młodych w 1974 roku. (w: W drodze 3/1975)
- II List do Ludu Bożego. List z Kalkuty. List napisany wspólnie z młodzieżą w Kalkucie 01.12.1976 roku. Ogłoszony 05.12.1976 roku w Paryżu w katedrze Notre-Dame.
- List Soboru Młodych do wszystkich pokoleń. List napisany wspólnie z młodzieżą w 1977 roku.
- Przedsięwzięcia (postanowienia) Soboru Młodych na rok 1979. List napisany w 1979 roku w Afryce – Mathare Valley. Zawiera tekst napisany wspólnie z młodzieżą oraz tekst napisany indywidualnie przez brata Rogera pod tytułem Zadziwienie miłością.
- List na rok 1979. List z Afryki (Mathare Valley). Zadziwienie miłością. List napisany na 1 Europejskie Spotkanie Młodych w Paryżu.
- List na rok 1980. List z Chille (Temuco). List do wszystkich wspólnot. Zawiera tekst napisany wspólnie z młodzieżą oraz tekst napisany indywidualnie przez brata Rogera pod tytułem Drogi pielgrzyma.
- Drogi pielgrzyma. List napisany na 2 Europejskie Spotkanie Młodych w Barcelonie.
- List na rok 1981. List z Włoch. List napisany na 3 Europejskie Spotkanie Młodych w Rzymie.
- List na rok 1982. List z Warszawy. List napisany na 4 Europejskie Spotkanie Młodych w Londynie.
- List na rok 1983. List z Katakumb. Wezwanie do Kościołów. List napisany na 5 Europejskie Spotkanie Młodych w Rzymie.
- List na rok 1984. List z Haiti. List napisany na 6 Europejskie Spotkanie Młodych w Paryżu.
- List na rok 1985. List z Pustyni. List napisany na 7 Europejskie Spotkanie Młodych w Kolonii. W liście tym zawarte: List do tych, którzy uważają, że niczego w życiu nie dokonali, List do dzieci.
- List na rok 1986. List z Madrasu. List napisany na 8 Europejskie Spotkanie Młodych w Barcelonie. W liście tym zawarte: List do małej wspólnoty, List do dzieci i do tych, którzy potrafią je słuchać.
- List na rok 1987. List do tych, co szukają źródeł. O życiu wewnętrznym. List napisany na 9 Europejskie Spotkanie Młodych w Londynie. W liście tym zawarty: List do młodego człowieka cierpiącego w opuszczeniu.
- List na rok 1988. List z Etiopii. List napisany na 10 Europejskie Spotkanie Młodych w Rzymie.
- List na rok 1989. List z Rusi. W roku tysiąclecia rosyjskich chrześcijan.. List napisany na 11 Europejskie Spotkanie Młodych w Londynie oraz Światowe Spotkanie Młodych w Madrasie. (w: Niedziela 15/1989)
- List na rok 1990. Źródła zaufania. List napisany na 12 Europejskie Spotkanie Młodych we Wrocławiu.
- List na rok 1991. List z Pragi. List napisany na 13 Europejskie Spotkanie Młodych w Pradze oraz Światowe Spotkanie Młodych w Manilii.
- List na rok 1992. Miłość, źródło wolności. List napisany na 14 Europejskie Spotkanie Młodych w Budapeszcie.
- List na rok 1993. Zbudź się do radości. List napisany na 15 Europejskie Spotkanie Młodych w Wiedniu.
- List na rok 1994. Stale na nowo zaczynać. List napisany na 16 Europejskie Spotkanie Młodych w Monachium.
- List na rok 1995. Zadziwienie miłością. List napisany na 17 Europejskie Spotkanie Młodych w Paryżu.
- List na rok 1996. Wybrać miłość. List napisany na 18 Europejskie Spotkanie Młodych we Wrocławiu.
- List na rok 1997. Od zwątpienia do jasności komunii. Zbliżamy się do roku 2000: żyjmy na co dzień pojednaniem. List napisany na 19 Europejskie Spotkanie Młodych w Stuttgarcie. W liście tym zawarty: Apel do młodych pokoleń.
- List na rok 1998. Radość niewysławiona. List napisany na 20 Europejskie Spotkanie Młodych w Wiedniu.
- List na rok 1999. List z Taizé 1999 – 2001. List napisany na 21 Europejskie Spotkanie Młodych w Mediolanie.
- List na rok 2000. Zadziwienie radością. List 2000. List napisany na 22 Europejskie Spotkanie Młodych w Warszawie.
- List na rok 2001. Czy widzisz przed sobą szczęście? List napisany na 23 Europejskie Spotkanie Młodych w Barcelonie.
- List na rok 2002. Kochaj i powiedz to swoim życiem. List napisany na 24 Europejskie Spotkanie Młodych w Budapeszcie.
- List na rok 2003. Bóg zawsze kocha. List napisany na 25 Europejskie Spotkanie Młodych w Paryżu.
- List na rok 2004. U źródeł radości. List 2004. List napisany na 26 Europejskie Spotkanie Młodych w Hamburgu.
- List na rok 2005. Przyszłość pełna pokoju. List 2005. List napisany na 27 Europejskie Spotkanie Młodych w Lizbonie.
- List na rok 2006. List niedokończony. List pisany na 28 Europejskie Spotkanie Młodych w Mediolanie.

## Nagrody i wyróżnienia
- 1974: Nagroda Templetona
- 1974: Nagroda Pokojowa Księgarzy Niemieckich
- 1986: doktorat honoris causa Akademii Teologii Katolickiej w Warszawie (obecnie Uniwersytet im. Stefana Wyszyńskiego)
- 1988: Nagroda UNESCO za Wychowanie dla Pokoju
- 1989: Nagroda Karola Wielkiego miasta Akwizgran
- 1990: doktorat honoris causa Katolickiego Uniwersytetu Lowańskiego
- 1992: Nagroda im. Roberta Schumana
- 1996: Nagroda Uniwersytetu Notre Dame, Indiana, USA